# Erik II van Pommeren
Erik II (ca. 1425 - Wolgast, 5 juli 1474) was een Pommerse hertog uit de Greifendynastie. In 1457 volgde hij zijn vader Wartislaw IX op als hertog van Pommeren-Wolgast, maar hij moest de heerschappij delen met zijn jongere broer Wartislaw X. In 1459 werd hij hertog van Pommeren-Stolp en in 1464 erfde Erik II het hertogdom Pommeren-Stettin. De keurvorsten van Brandenburg maakten eveneens aanspraak op Stettin. Over het bezit van het hertogdom werd tussen 1464 en 1472 de Stettiner Successieoorlog uitgevochten. Erik II behield Pommeren-Stettin, maar hij moest de keurvorst van Brandenburg als leenheer erkennen. Erik II werd opgevolgd door zijn oudste zoon Bogislaw X.

## Biografie
Erik II was de oudste zoon van hertog Wartislaw IX van Pommeren-Wolgast en Sophia, een dochter van Erik IV van Saksen-Lauenburg. 
In 1451 trouwde hij met Sophia, de oudste dochter van de in 1446 overleden hertog Bogislaw IX van Pommeren-Stolp. Pommeren-Stolp was na de dood van hertog Bogislaw aan Erik I van Pommeren gevallen. Erik I was in 1439 afgezet als koning van Denemarken, Zweden en Noorwegen. Na zijn terugkeer in Pommeren nam Erik I de dochters van zijn voorganger op in zijn kasteel. Hij huwelijkte Sophia uit aan Erik II. In naam van zijn vrouw kon Erik II aanspraak maken op de erfenis van hertogdom Stolp. Erik II probeerde echter met geweld de heerlijkheid Massow te veroveren, zodat hij en Erik I met elkaar in conflict kwamen. In 1457 beëindigden Erik I en Erik II hun strijd: Erik I bleef de regerende hertog van Stolp, maar Erik II kreeg een deel van de hertogelijke inkomsten als schadevergoeding toegewezen.
Tijdens de Dertienjarige Oorlog (1454-1466) tussen Polen en de Duitse Orde sloot Erik II zich aan bij Polen. Hij veroverde in 1455 Lauenburg en Bütow op de Orde en kon daarmee zijn gebieden naar het oosten toe uitbreiden. Erik had ook de Neumark willen veroveren, maar de Orde had dit gebied kort na het begin van de oorlog aan Brandenburg verpandt. 
Eriks vader, Wartislaw IX, overleed op 17 april 1457. Erik II en zijn jongere broer Wartislaw X volgden hem op en namen gezamenlijk de regering in Pommeren-Wolgast over. Twee jaar later overleed Erik I zonder directe erfgenamen. De Staten huldigden Erik II als hertog van Pommeren-Stolp. Wartislaw X en keurvorst Frederik van Brandenburg, de voogd van hertog Otto III van Pommeren-Stettin, maakten hier bezwaar tegen en maakten eveneens aanspraak op het hertogdom. In 1463 sloten de drie Pommerse hertogen een overeenkomst om het conflict op te lossen. Erik II bleef hertog van Stolp, maar hij moest het gebied rond Stargard afstaan aan Otto III van Stettin. Pommeren-Wolgast werd verdeeld: Erik II behield het oostelijke deel met de hoofdstad Wolgast, terwijl Wartislaw X het westelijke deel rond Barth en het eiland Rügen als zelfstandig hertogdom kreeg.
In 1464 stierf hertog Otto III van Stettin kinderloos. Als enige mannelijke vertegenwoordigers van de Greifendynastie maakten Erik en Wartislaw aanspraak op de erfenis. Keurvorst Frederik II van Brandenburg beweerde echter dat Pommeren-Stettin een leen van Brandenburg geweest was, en dat hij als leenheer recht had op het hertogdom. Tussen de Pommerse hertogen en Brandenburg brak een oorlog uit over de opvolging, de Stettiner Successieoorlog. De keurvorst veroverde een aantal plaatsen op de hertogen, en op 31 mei 1472 werd de Vrede van Prenzlau gesloten. Erik II werd erkend als hertog van Stettin, maar heel Pommeren werd officieel een leen van Brandenburg. 
Erik II stierf twee jaar later aan de pest. Hij werd begraven in de Abdij van Eldena.

## Huwelijk en kinderen
Erik II trouwde in 1451 met Sophia, de oudste dochter van hertog Bogislaw IX van Pommeren-Stolp. Ze kregen negen kinderen: 
- Bogislaw X (1454 - 1523)
- Casimir (ca. 1455 - 1474)
- Wartislaw (na 1465 - 1475)
- Barnim (na 1465 - 1474)
- Elisabeth († 1516), Priores van Verchen
- Sophia († 1504), getrouwd met hertog Magnus II van Mecklenburg
- Margaretha († 1526), getrouwd met hertog Balthasar van Mecklenburg
- Catharina († 1526), getrouwd met hertog Hendrik I van Brunswijk-Wolfenbüttel
- Maria († 1512), abdis van Wollin